# Vanda denisoniana
Espèce
Vanda denisoniana est une espèce d'orchidées du genre Vanda originaire d'Asie.